# 23812 Jannuzi
23812 Jannuzi è un asteroide della fascia principale. Scoperto nel 1998, presenta un'orbita caratterizzata da un semiasse maggiore pari a 2,7330286 UA e da un'eccentricità di 0,1129465, inclinata di 4,73861° rispetto all'eclittica.